# Ойратсько-манчжурські війни

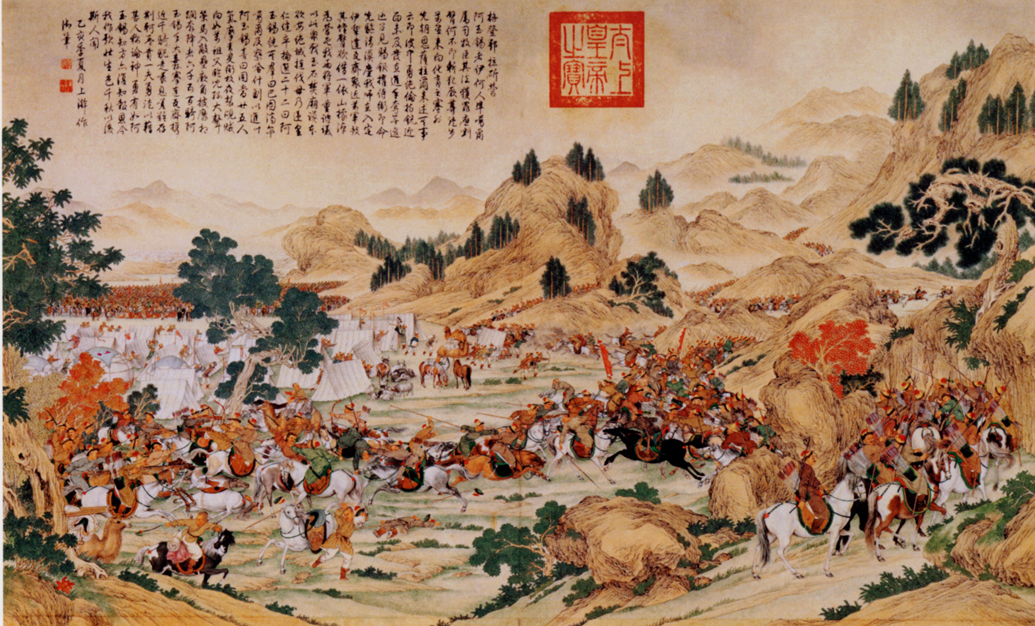
Битва ойратів з маньчжурами

Ойратсько-манчжурські війни (монг. Зүүнгар-Чин улсын дайн, кит. трад. 準噶爾之役, спр. 准噶尔之役, піньїнь: Zhǔngá'ěr zhī Yì) — серія збройних конфліктів між ойратським Джунгарським ханством і та манчжурською династією Цін у 1690 — 1759 роках за панування над східноазійськими степами. Закінчилися перемогою маньчжурів і ліквідацією ойратської держави. Проходили у три фази:
- Перша ойратсько-манчжурська війна (1690—1697): боротьба за Халху, перемога Цін.
- Друга ойратсько-манчжурська війна (1715—1739): боротьба за Халху, нічия.
- Третя ойратсько-манчжурська війна (1755—1759): перемога Цін. винищення ойратів.